# Siedliszcze (gmina w województwie wołyńskim)
Siedliszcze – dawna gmina wiejska istniejąca do 1939 roku w woj. wołyńskim (obecnie na Ukrainie). Siedzibą gminy było Siedliszcze.
W okresie międzywojennym gmina Siedliszcze należała do powiatu kowelskiego w woj. wołyńskim. Według stanu z dnia 4 stycznia 1936 roku gmina składała się z 17 gromad. Po wojnie obszar gminy Siedliszcze wszedł w struktury administracyjne Związku Radzieckiego.